# Jan Balachowski
Jan Balachowski (né le 28 décembre 1948 à Cracovie) est un athlète polonais spécialiste du 400 mètres.

## Palmarès
| Date | Compétition                    | Lieu     | Résultat | Épreuve     |
| ---- | ------------------------------ | -------- | -------- | ----------- |
| 1967 | Jeux européens                 | Prague   | 2e       | 4 × 2 tours |
| 1968 | Jeux européens en salle        | Madrid   | 3e       | 400 m       |
| 1968 | Jeux européens en salle        | Madrid   | 1re      | 4 × 2 tours |
| 1968 | Jeux olympiques                | Mexico   |          | 400 m       |
| 1968 | Jeux olympiques                | Mexico   | 4e       | 4 × 400 m   |
| 1969 | Jeux européens en salle        | Belgrade | 1er      | 400 m       |
| 1969 | Jeux européens en salle        | Belgrade | 1er      | 4 × 2 tours |
| 1970 | Championnats d'Europe en salle | Vienne   | 2e       | 4 × 2 tours |
| 1971 | Championnats d'Europe en salle | Sofia    | 1er      | 4 × 2 tours |
| 1971 | Championnats d'Europe          | Helsinki | 2e       | 4 × 400 m   |
| 1972 | Championnats d'Europe en salle | Grenoble | 1er      | 4 × 2 tours |
| 1972 | Jeux olympiques                | Munich   | 5e       | 4 × 400 m   |

### Records
- Détenteur[1] du Record d'Europe du relais 4 × 400 mètres établi le 20 octobre 1968[2] et tenu jusqu'au 10 septembre 1972.

| Épreuve          | Performance | Lieu     | Date            |
| ---------------- | ----------- | -------- | --------------- |
| 100 m            | 10 s 3      | Kalisz   | 26 juillet 1969 |
| 200 m            | 20 s 8      | Zakopane | 6 août 1968     |
| 400 m            | 45 s 8      | Sofia    | 13 juin 1970    |
| 400 m (Chrono e) | 46 s 23     |          |                 |